# Alifuru
Alifuru lub Alfur – ogólne określenie rdzennej ludności Moluków, która zachowuje wierzenia tradycyjne. W podobnym sensie nazwa odnoszona też do ludności Celebesu. Ma zabarwienie pejoratywne.
W XVI w. mianem mancia halefuru (mancia – „ludzie”) określano ludność niemuzułmańską w regionie północnej Halmahery, który znajdował się pod kontrolą Sułtanatu Ternate (w odróżnieniu od ngofa gamu, czyli wyznawców islamu). Pochodną formą „alifuru” posługiwali się portugalscy podróżnicy. Nazwa ta przyjęła się w okresie kolonialnym; ostatecznie została porzucona na rzecz  ściślejszych etnonimów i toponimów. Wśród ludności molukańskiej w Holandii określenie to zmieniło swoje zabarwienie na pozytywne.
Etymologia wyrazu jest niejasna, najprawdopodobniej został on zaczerpnięty z języków północnohalmaherskich. Różne źródła wywodzą go z bliskich sobie języków ternate i tidore (hale – „ziemia”, furu – „dziki”) bądź z języka galela („puszcza, kraj niezamieszkany”). W języku malajskim wyrażenie orang Alifuru znaczy tyle, co „buszmeni, dzicy, prymitywni”. W etnologii termin ten nie określa żadnego konkretnego ludu.
Na Molukach dominują chrześcijaństwo i islam (przyniesione przez kupców i misjonarzy), powszechny jest jednak synkretyzm. Tradycyjne zwyczaje animistyczne utrzymują się w niektórych trudno dostępnych zakątkach archipelagu (jak np. centralna część wyspy Seram).